# Lothar Popp

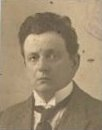
Passfoto Lothar Popps aus dem Hamburger Staatsarchiv, aufgenommen vermutlich Mitte der 1920er Jahre.

Lothar Popp (* 7. Februar 1887 in Furth im Wald; † 27. April 1980 in Hamburg) war ein deutscher Revolutionär und ein Führer des Kieler Matrosen- und Arbeiteraufstands.

## Ausbildung und Parteieintritt
Lothar Popp wurde als Sohn eines Unterbeamten (königlich bayrischer Bahnhofsvorsteher) geboren. Er war katholisch und trat später aus der Kirche aus. Er besuchte die Volksschule und machte im Anschluss eine Handlungsgehilfenlehre in Augsburg. Mit sechzehn Jahren lief er von zu Hause fort. Von 1904 bis 1914 war er Arbeiter und Kleinhändler in Hamburg. Er holte die Mutter nach; der Vater war früh verstorben.
Im Jahre 1906 wurde er Mitglied des Monistenbundes und trat 1912 in die SPD ein. Er hatte erfahren, dass August Bebel und Wilhelm Liebknecht die Kriegskredite 1870/1871 verweigert hatten.

## Erster Weltkrieg und Kieler Zeit
Als am 4. August 1914 die SPD-Fraktion die Kriegskredite für den Ersten Weltkrieg bewilligte, trat Popp in die Deutsche Friedensgesellschaft, die sich im Curiohaus in Hamburg befand, ein.
Nach dem Tod der Mutter zog er nach Kiel, wo er drei Zigarettenläden übernehmen konnte. Nach Aussagen Otto Preßlers besaß Lothar Popp einen „Bonbon-Laden“ in der Holstenstraße und einen in der Elisabethstraße. Nach Aussagen von Gertrud Völcker hatte er einen Vertrieb von Süßwaren, die in Bordesholm von einem Sympathisierenden hergestellt wurden.
Er wurde 1915 eingezogen und leistete 20 Monate seinen Dienst als Soldat. Anfang 1917 wurde er als dienstuntauglich nach Kiel entlassen, um auf der Germaniawerft als dienstverpflichteter Schlosser zu arbeiten. Er wurde zunächst im Rahmen der SPD aktiv, spielte aber beim März-Streik 1917 noch keine aktive Rolle. Er selbst bemerkte dazu: „da war ich gerade erst gekommen“. Er wohnte in der Nähe des Wilhelmplatzes in der Ringstraße.
Er gründete mit ca. tausend Mann den „Sozialdemokratischen Verein Gross Kiel - alte Richtung“, eine lokale Organisation, die es nur in Kiel gab. Erster Vorsitzender war W. Sens, der ein Holzbein hatte und deshalb nicht eingezogen werden konnte. Weitere Vorstandsmitglieder waren neben Popp Palavizini und Güth. Der Verein ging später in die USPD über. Vorsitzender des USPD-Bezirks Wasserkante wurde der Bremer Reichstagsabgeordnete Alfred Henke.
Während des Januar-Streiks 1918 in Kiel organisierte er auf einer großen Versammlung auf dem Kieler Wilhelmplatz den ersten Arbeiterrat in Deutschland. Er wurde aus der Versammlung heraus zum Vorsitzenden vorgeschlagen und per Akklamation gewählt. Nach der ersten Sitzung des Rates ein oder zwei Tage später wurde er verhaftet und zu zwei Monaten Gefängnis für das Abhalten einer verbotenen Versammlung verurteilt, die er in Neumünster absitzen musste. Nach der Entlassung bekam er auf der Werft keine Beschäftigung mehr. Die Vertrauensleute der USPD suchten mehrere Tage nach einer neuen Stelle für ihn, bis sie ihn bei den Gebrüder Genimb-Motorenwerken unterbringen konnten. Dort arbeitete er neun Tage und meldete sich danach krank. Bis zur Revolution war er nicht mehr fest in Arbeit, was er sich leisten konnte, da er finanziell abgesichert war.
Im November 1918 war er zusammen mit Karl Artelt Führer des Kieler Matrosenaufstands, der zum Auslöser der Novemberrevolution wurde. Während einer Sitzung am 4. November 1918 zwischen Gewerkschaften, Parteien und der Kieler Marine-Führung (z. B. Wilhelm Souchon) war auch Popp als Vorstandsmitglied der Kieler USPD anwesend. Nachdem Artelt als Vertreter des Soldatenrates gesprochen hatte, stellte Popp seine umfangreichen „Mindestanforderungen“ an die militärische und politische Führung. Seine Forderungen waren: Beseitigung der Krone, Abschaffung sämtlicher Monarchien in Deutschland, eine freie Volksrepublik, ein gerechtes Wahlrecht, Pressefreiheit und restlose Entlassung aller politischen Gefangenen.
Popp sorgte für eine solide Basis der zunächst spontan gebildeten, unstrukturierten Soldatenräte durch Wahlen in allen Einheiten, und die Einrichtung des Obersten Soldatenrats (OSR) am 7. November. Popp wurde zum Vorsitzenden des OSR gewählt. Am 10. Dezember wurde er von Karl Artelt abgelöst. Er blieb jedoch politischer Beirat im OSR. Dies aber vermutlich nur pro forma, denn er betonte in späteren Interviews, er habe sich um den Soldatenrat nicht mehr gekümmert, seit die Entscheidung für die Nationalversammlung gefallen war.
Die Auswirkungen seiner damaligen Arbeit beurteilte er im Rückblick 1978 folgendermaßen: „Wir waren keine Revolutionäre, denn wir kämpften nicht für eine Sache, sondern wir wollten eine verrückte Sache beenden. Als wir dann plötzlich die Macht in den Händen hatten, da wollte ich aus dem Zusammenbruch des Kaiserreichs was machen. In Abstimmungen konnte ich Noske – der gekommen  war, um  alles abzuwürgen – noch schlagen, aber in der praktischen Arbeit war meine Gruppe dem Noske unterlegen. Wir wurden müde. Die Revolutionäre wollten nicht die Revolution, sie wollten die Nationalversammlung in Berlin.“ Lothar Popp sieht in der Verlagerung der politischen Verantwortung von den Arbeiter- und Soldatenräten zu den politischen Machern der Nationalversammlung, die – wie er zugibt – von den Arbeitern und Soldaten gewollt war, den „ersten Schritt zum späteren Untergang der Weimarer Republik“.
Popp ging Anfang 1919 zurück nach Hamburg. Er betätigte sich als Straßenhändler und Schausteller u. a. auf dem Hamburger Dom und begründete den Verband der ambulanten Gewerbetreibenden und der Schausteller. Er trat auf dem Vereinigungsparteitag in Halle 1922 wieder der SPD bei. Er war von 1924 bis 1931 Mitglied der Hamburgischen Bürgerschaft und kandidierte mehrmals erfolglos für den Reichstag.

## Zeit des Nationalsozialismus
Popp zog ca. 1931/32 nach Danzig, wo er Spielzeug und selbst hergestelltes Putzpulver verkaufte.
Als 1933 die Situation immer kritischer wurde, ging er nach Prag. Als die Nazis einmarschierten, fuhr er im Kurswagen über Linz und die Schweiz nach Paris. Mit der Besetzung Frankreichs durch die Nazis floh er nach Marseille. Er wurde von den Nazis ausgebürgert, jedoch taucht sein Name nicht in den Ausbürgerungslisten auf. Stattdessen findet sich dort ein Ernst Ferdinand Popp, bei dem es sich vermutlich um einen seiner sechs Söhne handelt. Im Jahr 1941 fuhr er mit der Winnipeg nach Martinique. Die Winnipeg hatte zwei Touren mit Spanienkämpfern nach Südamerika gemacht, eine geplante dritte Tour konnte nicht mehr stattfinden, weil die Nordküste blockiert wurde. Die Organisation von Eleanor Roosevelt nutzte dann das Schiff, um Verfolgte aus Deutschland herauszuschaffen. Lothar Popp konnte einen Tag vor dem Auslaufen an Bord kommen, weil er einen Matrosen kannte. Breitscheid und Everding wurden verhaftet, bevor sie an Bord gelangten, und wurden später an die Nazis ausgeliefert. Die Winnipeg kam aber nicht nach Martinique, sondern wurde von einem britischen Kriegsschiff aufgebracht und nach Trinidad geleitet. Dort wurden die Emigranten in ein Lager gesperrt. Nach einiger Zeit durften jedoch jene, die US-Visa besaßen, ihre Reise fortsetzen. Popp fuhr nach New York. In den New York Passenger Lists der Periode 1820–1957 findet sich folgender Eintrag: Lothar Popp, 54 Jahre alt, Single, Kaufmann, Geboren in Furth, Germany, Visum ausgegeben in Marseille, Frankreich, letzte permanente Adresse: France, Marseille trifft am 6. Juni 1941 an Bord der S.S. Evangeline von Trinidad. BWI. in New York ein (zugänglich unter ancestry.de). Er wurde von Max Brauer, Herbert Weichmann und Rudolf Katz empfangen und vorübergehend in einem von SPD-Emigranten angemieteten Haus untergebracht.
Popp wurde amerikanischer Staatsbürger und eröffnete in New York das Geschäft Lothar Popp Import and Export, Manufacturer of Educational Toys Microscopes and Musical Instruments, 446 East Str. 84th Street New York. Zusammen mit Richard Kramer gründete er außerdem das Geschäft „ELK Company“ 240 East 86th Street in New York, in dem Süßigkeiten, insbesondere Marzipan, von Hand gefertigt und verkauft wurden.
Er schrieb für die in Amerika erscheinende Neue Volkszeitung.

## Nachkriegszeit
Popp kam 1949/50 wieder nach Deutschland zurück, blieb jedoch nur einige Monate, weil er die amerikanische Staatsbürgerschaft behalten wollte. Er kam dann öfter für mehrere Monate nach Deutschland, die Familie besuchte ihn auch in den USA, bis er sich schließlich wieder in Hamburg niederließ. Das war inzwischen möglich, ohne dass er Gefahr lief, die amerikanische Staatsbürgerschaft zu verlieren. Er blieb amerikanischer Staatsbürger.
Er wurde Ehrenvorsitzender des von ihm gegründeten Verbands der ambulanten Gewerbetreibenden und Schausteller. Sein Sohn Werner Popp war nach dem Krieg zeitweilig erster Vorsitzender. Ernst Harberger, der Schwager Lothar Popps, war nach dem Krieg bis zu seinem Tod Vorsitzender der Fachgruppe ambulanter Händler. Harberger hatte selbst einen ambulanten Obststand vor der Klosterburg gegenüber dem Hauptbahnhof.
Nach dem Tod seiner ersten Frau Anna heiratete Lothar Popp 1957 erneut und betrieb mit seiner neuen Frau Martha ein Café. Er war weiterhin aktives SPD-Mitglied.
Er starb am 27. April 1980 in Hamburg.

## Würdigungen
Lothar Popp wurde für NDR- und WDR-Dokumentarfilme zu seiner Rolle im Kieler Matrosenaufstand interviewt.

## Veröffentlichungen
- Lothar Popp unter Mitarbeit von Karl Artelt: Ursprung und Entwicklung der November-Revolution 1918. Wie die deutsche Republik entstand. Behrens, Kiel 1919, Reprint als Sonderveröffentlichung 15 der Gesellschaft für Kieler Stadtgeschichte, Kiel 1983. Im Jahr 2020 leicht gekürzt und kommentiert veröffentlicht in: IG Metall Bezirksleitung Küste (Hrsg.): Matrosenaufstand und Novemberrevolution 1918. Hamburg 2020, S. 96–115, ISBN 978-3-96488-063-5.
- Lothar Popp: Das Gesundheitsbrevier – Lange und glücklich leben durch vernünftig leben.  Möven-Verlag, Hamburg 1977